# Raffaello Gambino
Raffaello Gambino (* 18. April 1928 in Rom; † 26. August 1989 in Lipari) war ein italienischer Wasserballspieler. Er war Olympiadritter 1952 sowie Europameisterschaftsdritter 1954. Einmal gewann er bei Mittelmeerspielen.

## Karriere
Raffaello Gambino wurde als Torhüter 1956 italienischer Meister mit Lazio Rom.
Bei den Olympischen Spielen 1952 in Helsinki gewann die italienische Nationalmannschaft ihre ersten sieben Spiele und verlor dann in der Finalrunde gegen die Ungarn und gegen die Jugoslawen. Die Ungarn erhielten die Goldmedaille, die Jugoslawen Silber und die Italiener Bronze. Gambino wurde in sieben Spielen eingesetzt, nur im Auftaktspiel gegen Indien hütete Renato Traiola das italienische Tor. Zwei Jahre später wurde Gambino mit der italienischen Mannschaft auch bei der Wasserball-Europameisterschaft 1954 in Turin Dritter hinter den Mannschaften aus Ungarn und aus Jugoslawien. Ersatztorwart war Carlo Marcotulli. Im Jahr darauf gewann die italienische Mannschaft den Titel bei den Mittelmeerspielen 1955 in Barcelona.
Der Zweimetermann Gambino wurde auch in der Basketballmannschaft von Lazio eingesetzt. 1954/55 spielte er in der zweiten italienischen Liga und half beim Aufstieg in die erste Liga.